# Коллекторы 2
«Коллекторы 2» (англ. Debt Collectors) — боевик режиссёра Джесси Джонсона. Сиквел фильма «Коллекторы»(2018). Главные роли в картине исполнили Скотт Эдкинс, Луис Мэндилор и Владимир Кулих.
Мировая премьера состоялась 29 мая 2020 года.

## Сюжет
Продолжение приключений отчаянных напарников, на этот раз связавшихся с ещё более опасным делом, которое одними кулаками решить невозможно.

## В ролях
| Актёр           | Роль            |
| --------------- | --------------- |
| Скотт Эдкинс    | Френч           |
| Луис Мэндилор   | Сью             |
| Владимир Кулих  | Томми           |
| Ын Мэйлин       | Бритт           |
| Демитра Сили    | молодая Мэл Рис |
| Мариано Мендоса |                 |
| Кэтрин Блэк     | официантка      |

## Релиз
Первый оригинальный трейлер фильма был опубликован в интернете компанией ONE Media 16 апреля 2020 года.
По информации от американского дистрибьютора ленты, Samuel Goldwyn Films, онлайн-премьера «Коллекторов» состоится 29 мая. На цифровых платформах России фильм выйдет в тот же день.